# Die vergessene Welt

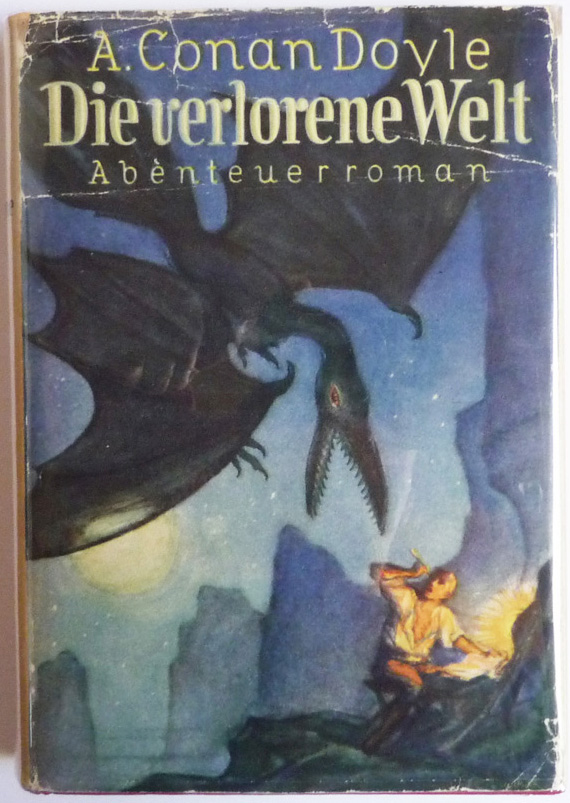
Deutsche Erstausgabe, Scherl, Berlin 1926

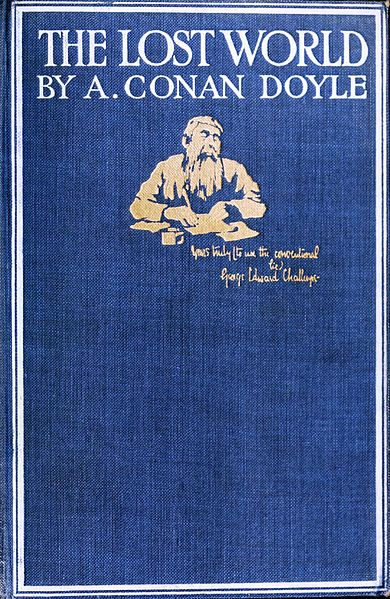
Die vergessene Welt, Erstausgabe von 1912

Die vergessene Welt (Alternativtitel Die verlorene Welt; im Original: The Lost World) ist ein 1912 erschienener Roman des britischen Schriftstellers Sir Arthur Conan Doyle. Im Zentrum der Erzählung steht die Erkundung eines geheimnisvollen südamerikanischen Plateaus im Dschungel (siehe Tepui), das von Urtieren bewohnt sein soll.
Diese erste Folge der Challenger Stories gehört zu den früheren Science-Fiction-Romanen in englischer Sprache, greift jedoch zugleich auch Elemente des Abenteuerromans auf. Der Roman basiert in Teilen auf sorgfältigen wissenschaftlichen und historischen Recherchen. Er erlangte zwar als Abenteuer-Klassiker einige Berühmtheit, blieb dabei jedoch – vor allem in Deutschland – hinter den weithin bekannten Sherlock-Holmes-Geschichten aus Arthur Conan Doyles Feder zurück. Verbreitete deutsche Titelalternativen sind Die verlorene Welt oder Der streitbare Professor.

## Handlung im Überblick
Der junge irische Journalist Edward Dunn Malone ist in Gladys, die Tochter seines Vermieters, verliebt, die allerdings keinerlei Interesse an ihm hat. Nachdem sie ihm erklärt hat abenteuerliche Männer zu mögen, sucht Malone nach einer Gelegenheit, sich selbst als Mann zu behaupten und so seine große Liebe doch noch für sich einzunehmen. Sein Chefredakteur schickt ihn zu dem ungezügelten, exzentrischen Professor Challenger (deutsch Herausforderer), dessen Behauptungen in der Fachwelt für Aufsehen sorgen: Ihm zufolge seien einige Tierarten der Vorzeit nicht ausgestorben, sondern existierten, entgegen der allgemeinen Annahme, unter den besonderen Bedingungen eines entlegenen Plateaus in Südamerika weiter. Malone soll Challenger des Betrugs überführen. Er gibt sich als Student aus, um das Vertrauen des Professors zu erlangen, wird von diesem jedoch sehr rasch als Journalist enttarnt. Es kommt zu einer Schlägerei zwischen beiden, als ein Polizist vorbeikommt, verzichtet Malone aber darauf, den Vorfall anzuzeigen. Challenger, der nun versöhnlicher ist, zeigt ihm daraufhin seine bisherigen Belege – hauptsächlich Knochenfunde und den Nachlass des amerikanischen Reisenden Maple White. Er weist am Ende Malone darauf hin, dass er am Abend auf einem Symposium sprechen wird und lädt ihn dorthin ein.
Als der Konflikt um Challengers Aussagen auf einem öffentlichen Symposium eskaliert und der Entschluss gefasst wird, die Aussagen mithilfe einer Expedition geeigneter Männer zu überprüfen, ergreift der ehrgeizige Reporter die Gelegenheit und meldet sich, neben dem athletischen Abenteurer Lord John Roxton, als freiwilliger Teilnehmer. Er wird deren Exklusivberichterstatter; als wissenschaftliche Autorität wird Challengers größter Zweifler Professor Summerlee entsandt, der diesen als Lügner überführen will.
Das Expeditionsteam reist daraufhin über mehrere kleine Zwischenstationen nach Pará, wo eine Gruppe von Helfern angeheuert wird – hierzu zählen mehrere dunkelhäutige Südafrikaner und Indianer – und Vorbereitungen auf die Erforschung des unbekannten Plateaus getroffen werden. Sie erwarten dort, aus einem Brief Challengers nähere Einzelheiten über die Lage des Plateaus zu erfahren, doch stattdessen erscheint Professor Challenger persönlich und erklärt, das Team selbst in das Plateau zu führen.
Die Gruppe nimmt daraufhin die gefährliche und beschwerliche Reise zum Ort des Plateaus auf sich, wobei Challenger den anfangs skeptischen Summerlee zumindest von der Existenz des Plateaus überzeugen kann. Indem das Expeditionsteam die natürlichen Gegebenheiten vor Ort geschickt ausnutzt, finden sie schließlich sogar einen Weg, hinaufzugelangen.
Als das kleine Expeditionsteam auf dem Plateau ankommt, werden die Mitglieder von ihren Helfern getrennt und der Rückweg abgeschnitten. Gomez, einer der angeheuerten Helfer, entpuppt sich als Bruder eines von Lord Roxton getöteten Sklavenhändlers, der sich so an diesem rächen will. Zambo und die anderen Helfer können allerdings nicht mehr selbst auf das Plateau gelangen, so dass die vier Männer auf sich allein gestellt sind.
Das kleine Expeditionsteam beginnt unbeirrt, ein Lager aufzuschlagen und das Plateau von dort aus systematisch zu erkunden. Die Wissenschaftler stoßen dabei auf zahlreiche neue Fragen und Entdeckungen, und die Gruppe gerät in mehrere Auseinandersetzungen mit Urtieren – darunter beispielsweise Iguanodons oder andere große Dinosaurier – und andere Gefahren, die gemeinsam bewältigt werden.
Sie entdecken eine bisher unbekannte Affenart, die wohl auf dem Rest der Erde ausgestorben ist, sich aber auf dem Plateau weiterentwickelt hat. Schließlich werden Challenger, Summerlee und Lord Roxton von diesem Affenvolk gefangen genommen. Die Affen haben neben dem Expeditionsteam weitere Menschen in Gefangenschaft, die Nachfahren von Indianern zu sein scheinen, die vor längerer Zeit auf das Plateau gelangt waren. Die Affen töten mehrere Gefangene, indem sie diese von einer Klippe stoßen. Malone, der sich vorher von der Truppe getrennt hatte, kann zusammen mit Lord Roxton, der entkommen konnte, die beiden Professoren retten. Die übrigen Gefangenen sind äußerst dankbar über ihre Rettung, und so gelangt das Expeditionsteam zu dem Indianerstamm, der auf dem Plateau lebt. Da einer der Gefangenen der Sohn des Häuptlings war, werden sie dort liebevoll aufgenommen. Damit es zu keinen weiteren Angriffen durch die Affen kommt, beschließt der Stamm, einen Angriff auf diese aggressive Affenart zu starten, wobei ihnen das Expeditionsteam mit Hilfe ihrer Waffen den entscheidenden Vorteil bringen kann. Sie geraten dabei selbst fast in einen Blutrausch. Am Ende werden sämtliche männlichen Affen in die Tiefe gestürzt, die überlebenden weiblichen Affen und die Kinder werden fortan von den Indianern als Arbeitssklaven gehalten.
Die Indianer wollen ihre Helfer nun am liebsten gar nicht mehr gehen lassen. Ein Versuch, mit einem vom Challenger gebauten Ballon vom Plateau zu entkommen, misslingt. Doch der Sohn des Häuptlings hilft ihnen, indem er ihnen eine Zeichnung von den Höhlen zeigt und einen Fluchtweg markiert. Dieser wird vom Team genommen, welches nun mit Hilfe einer erbetenen Hilfsexpedition erfolgreich heimkehren kann.
Durch die Aussagen von Prof. Summerlee, Lord Roxton und Malone und mit einem mitgebrachten jungen Flugsaurier gelingt es schließlich, die Richtigkeit von Challengers vorherigen Aussagen eindeutig zu beweisen. Die Lage des Plateaus wird weiterhin geheim gehalten, damit es zu keiner Erschließung durch weitere Entdecker kommt. Lord Roxton hatte auf dem Plateau Diamanten gefunden und einen davon schleifen lassen. Es stellt sich heraus, dass der Fund insgesamt auf einen Wert von mindestens 200.000 Pfund kommt – diese Summe soll gerecht zwischen den vier Teilnehmern aufgeteilt werden. Summerlee will nur noch forschen und nicht mehr lehren, Challenger ein Museum eröffnen und Lord Roxton und Malone weitere abenteuerliche Expeditionen starten. Denn Malones Hoffnung, mit seinem Abenteuer doch noch das Herz von Gladys zu erobern, sind gescheitert. Sie hat inzwischen einen Buchhalter geheiratet, weswegen Malone den nach ihr benannten Gladyssee in Zentralsee umbenannt hat.

## Roman im Kontext
Der Roman The Lost World, der zu den früheren Science-Fiction-Romanen in englischer Sprache gehört, ist Teil einer Trilogie um die Gelehrtenfigur des Professor Challenger. Wie bereits A. Conan Doyles vorausgegangene Erzählungen um Sherlock Holmes erweckte auch er den Anschein eines authentischen (Reise-)Berichts und stieß auf großes öffentliches Interesse. Besondere Bedeutung erlangte er – nicht unbedingt im Sinne des Verfassers – als sogenanntes boy’s book, eine spezielle, pädagogisch ausgerichtete Gattung, die Jungen in ihrer Entwicklung entlang der herrschenden Rollenbilder unterstützen sollte.
In diesem Zusammenhang steht das ausgesprochen optimistische Wissenschaftsbild des Romans, sein Ideal des männlichen Entdeckers und seine Vorstellung der Zivilisation: Verantwortungsvolle, wagemutige Forscher erschließen sich durch genaue, unvoreingenommene Forschungsarbeit ungeahnte neue Welten und kommen dabei jederzeit ihrem Objektivitätsanspruch nach. Dabei können sie sich selbst behaupten und ihre individuelle Stärke zugunsten einer guten Sache einbringen – die erfolgreiche Eroberung des neuen Landes ist erstrebenswertes Ziel der Expedition.
Der Roman bezieht viele tatsächliche wissenschaftliche Erkenntnisse und Theorien seiner Zeit ein. Seine Vorstellung der Evolution, die ja einen der Ausgangspunkte der Handlung bildet, ist jedoch noch stark teleologisch und setzt, wie auch seine Zivilisationsvorstellung, den „modernen Menschen“ mit britisch-abendländischer Kultur als Ideal voraus.
Eine wahrscheinliche Inspirationsquelle auf dem Gebiet der Literatur ist Luis Senarens’ Romanserie um den Helden Frank Reade. Darüber hinaus ist bekannt, dass A. Conan Doyle für diesen Roman gezielt recherchierte und authentische Reiseberichte seiner Zeit einbezog. In diesem Zusammenhang bieten sich prähistorische Fußspurenfunde in Sussex sowie die geologische Formation um den Mount Roraima als weiterführende Anknüpfungspunkte zur geschichtlichen Realität an.
Ganz abgesehen von solchen, zum Teil problematischen, historischen Bezügen bietet der handlungsreiche Roman nach wie vor die Faszination, in der Phantasie fremde Länder zu entdecken, Urtieren zu begegnen und Erfolge zu erringen. In diesem Sinne wurde er auch Inspirationsquelle zahlreicher Verfilmungen, die sich allerdings vielfach beliebig weit von der Vorlage entfernten und besonders die Auseinandersetzung mit Dinosauriern in den Mittelpunkt rückten. Anders als die übrigen Professor-Challenger-Romane erlangte Die verlorene Welt so auch in Deutschland einige Bedeutung.
In dem Roman werden die Passagierschiffe Ivernia der britischen Cunard Line und Friesland der belgischen Red Star Line erwähnt.

## Deutsche Fassungen
Von A. Conan Doyles Roman The Lost World liegen bislang folgende deutschsprachige Fassungen vor:
- Die verlorene Welt. Abenteuer-Roman. Übersetzt von Karl Soll. A. Scherl, Berlin 1926 (Deutsche Erstausgabe)
- Die verlorene Welt. Abenteuer-Roman. Ü: N.N. (gek. Ausgabe) Das Neue Berlin 1956/1961
- Der streitbare Professor. Gesammelte Werke in Einzelausgaben, Band 6. Deutsch von Werner Engel. Blüchert, Hamburg 1962
  - diese Übertragung ab 1969 unter dem Titel Die vergessene Welt. Ein klassischer utopischer Roman bei Heyne, München. ISBN 3-453-30274-5
  - sowie 1978 unter dem Titel Die vergessene Welt. Eine abenteuerliche Reise ins Land der Dinosaurier im Arena-Verlag, Würzburg
  - und 2000 unter dem Titel Die vergessene Welt als Arena-Taschenbuch, Würzburg, ISBN 3-401-00262-7 [gekürzte deutsche Fassung mit kommentierendem Nachwort]
- Die vergessene Welt. Ein klassischer Fantasy-Roman. Deutsch von Elisabeth Simon. Heyne, München 1979, ISBN 3-453-30274-5
- Die vergessene Welt. Ein Bericht über die jüngsten erstaunlichen Abenteuer von Professor George E. Challenger, Lord John Roxton, Professor Summerlee und Mr. E. D. Malone von der „Daily Gazette“, Deutsch von Reinhard Hillich, Das Neue Berlin 1986
- Die vergessene Welt. Ein Professor-Challenger-Roman. Deutsch von Leslie Giger. Haffmans, Zürich 1992, ISBN 3-251-20110-7, Büchergilde-Gutenberg-Lizenzausgabe, Frankfurt/Main, ISBN 3-7632-4039-X
- Die verlorene Welt (Ausgewählte Werke, Band 6), Deutsch von Reinhard Hillich, Verlag 28 Eichen, Barnsdorf 2007, ISBN 978-3-9809387-8-5.

## Andere Bearbeitungen

### Film und Fernsehen
Das Buch wurde erstmals 1925 als The Lost World von Harry O. Hoyt verfilmt. Dabei wurden die Dinosaurier mit der Stop-Motion-Technik zum Leben erweckt. Der Film weicht an mehreren Punkten vom Roman ab, beispielsweise wurde der Expedition noch eine weibliche Begleiterin hinzugefügt.
1960 drehte Irwin Allen einen weiteren Film namens die Versunkene Welt, die jedoch stark vom Original abwich und nur einige Grundzüge davon enthielt.
1992 erschien eine neue Filmversion des Buchklassikers Die verlorene Welt mit John Rhys-Davies und David Warner, in der sich das Plateau jedoch in Afrika statt in Südamerika befindet. Der Film zog auch eine Fortsetzung namens Rückkehr in die verlorene Welt mit sich.
Ab 1998 gab es eine weitere Verfilmung des Buches unter dem Titel Dinosaurs – Die Vergessene Welt. Jedoch verlegte man auch hier die „Vergessene Welt“, diesmal in die Mongolei.
Der Roman diente lose als Vorlage der Fantasyserie Die verlorene Welt, die von 1999 bis 2002 lief. Darin treten zwar die ursprünglichen Hauptfiguren auf, zusätzlich aber zwei weibliche Nebenrollen. Aufbau und Handlung werden wesentlich verändert: Außer Dinosauriern treten in der Serie auch Hexenmeister, Vampire, Echsenmenschen und Rieseninsekten auf den Plan.
Im Jahr 2000 wurde die Erzählung von Stuart Orme in Zusammenarbeit mit der BBC relativ werkgetreu verfilmt. Die Hauptrollen spielten Bob Hoskins als Professor Challenger, James Fox als Prof. Summerlee, Tom Ward als Lord Roxton und Matthew Rhys als Edward Malone. Hinzugefügt wurden die Charaktere Reverend Theo Kerr (Peter Falk), ein fundamentalistischer Geistlicher, und Agnes Clooney (Elaine Cassidy) als dessen Nichte.
2005 brachte die Low-Budget-Schmiede The Asylum den Direct-to-Video-Film König einer vergessenen Welt heraus, dessen Figuren und Teile der Handlung sich sehr frei am Originalroman bedienen, hauptsächlich gilt der Film als Mockbuster für Peter Jackson’s Film King Kong (2005). Die Tagline des Films war Die epische Geschichte von Arthur Conan Doyle, die King Kong und Jurassic Park inspirierte.
Inwieweit eine der bisher vorgelegten Verfilmungen dem Roman jedoch völlig gerecht wird, wird weiterhin diskutiert.
- The Lost World (Die verlorene Welt), USA 1925, Regie: Harry O. Hoyt
- The Lost World (Versunkene Welt), USA 1960, Regie: Irwin Allen
- The Lost World (Die verlorene Welt), USA 1992, Regie: Timothy Bond, mit John Rhys-Davies, David Warner u. a.
- The Lost World (Dinosaurs – Die Vergessene Welt), Kanada 1998, Regie: Bob Keen
- The Lost World Die verlorene Welt, Fernsehserie von 1999–2002 (USA), Regie: Richard Franklin
- The Lost World Die vergessene Welt, BBC-Fernsehfilm von 2001, Regie: Colin Budds, mit u. a. Bob Hoskins, Peter Falk, Matthew Rhys.
- King of the Lost World König einer vergessenen Welt, Direct-to-Video-Film von 2005 (USA), Regie: Leigh Scott, u. a. mit Bruce Boxleitner.
- Jurassic Attack, USA 2013, Regie: Anthony Fankhauser

### Hörspiel
- Die vergessene Welt, Ripper Records 2005, Regie und Bearbeitung: Frank Gustavus

### Hörbuch
- Die vergessene Welt, AUDIOBUCH Verlag 2008, ISBN 978-3-89964-311-4, Ungekürzte Lesung. 6 CDs, Hubertus Gertzen (Sprecher)